# Fjällsotlav
Fjällsotlav (Cyphelium pinicola) är en lavart som beskrevs av Tibell. Fjällsotlav ingår i släktet Cyphelium och familjen Physciaceae.  Arten är reproducerande i Sverige. Inga underarter finns listade i Catalogue of Life.